# Eriopygodes
Eriopygodes är ett släkte av fjärilar som beskrevs av George Francis Hampson 1905. Eriopygodes ingår i familjen nattflyn, Noctuidae.
Eriopygodes sågs en tid som en synonym till Lasionycta. Detta efter att typarten tjockhornsfly, Eriopygodes imbecillus, associerats med Lasionycta av Hacker et al. 2002. Men en översyn av släktet Lasionycta från 2009 av Crabo och Lafontaine som innefattande DNA-streckkodning återupprättade tjockhornsfly som Eriopygodes, då tjockhornsfly, som är en europeisk art, inte befanns vara nära släkt med någon nordamerikansk Lasionycta-art. Även taxonet impar, beskrivet från Ryssland, diskuterades i översynen och noterades i denna på vissa sätt vara otypisk för Lasionycta, varför impar inte heller antogs vara nära släkt med nordamerikanska Lasionycta. Men impar kunde av tillgänglighetsskäl inte analyseras i översynen, varför Crabo och Lafontaine behöll impar inom Lasionycta, i väntan på en översyn av eurasiska arter. Men Eriopygodes impar förekommer som namn på detta nattfly i europeiska och eurasiska sammanhang.
Andra taxa inom Noctuidae som någon gång har associerats med Eriopygodes är cirphidia, discalis och grammadora, men dessa taxas association har setts som osäker. Catalogue of Life listade 2025 enbart två arter i släktet, Eriopygodes imbecillus (som Eriopygodes imbecilla) och Eriopygodes impar. I fallet med grammadora så beskrevs denna som en ny art för Eriopygodes från Mexiko av Dyar 1910. Men senare har det setts som obekräftat vilket släkte grammadora tillhör och typen har associerats med både Lasionycta och Mythimna. I fallet med discalis så beskrevs denna från Iran av Brandt 1938, men flyttades av Ronkay et al. (2021) till ett nytt släkte, Discalera. Angående cirphidia så beskrevs denna från Kina av Draudt 1950. Senare har det setts som obekräftat vilket släkte cirphidia tillhör och typen har associerat med både Lasionycta och Mythimna. Därtill är cirphidia i association med Mythimna en synonym till Mythimna rufipennis.

## Dottertaxa tillEriopygodes, i alfabetisk ordning[2]
- Eriopygodes imbecillus, Fabricius, 1794 - tjockhornsfly.[1] Vanlig accepterad synonym: Eriopygodes imbecilla.[1][11][5][2]
- Eriopygodes impar, Staudinger, 1870[6][2] - synonym eller annat namn Lasionycta impar.[12]

Andra taxa associerade med Eriopygodes
- Eriopygodes discalis, Brandt, 1938 - synonym för Discalera discalis[2][10] (enligt Ronkay et al., 2021).[2][10]
- Eriopygodes cirphidia, Draudt, 1950 - se brödtext.
- Eriopygodes grammadora, Dyar, 1910 - se brödtext.